# Ask me anything

Ask Me Anything, en français « demandez-moi n’importe quoi », est un concept d’événement de questions-réponses, généralement à l’écrit, popularisé par la plate-forme Reddit et son subreddit r/IAmA.

## Historique

### Origines
Les AMA n’existent pas vraiment avant l’ère Internet : il est très rare de trouver des événements de questions-réponses avec une personne invitée, même dans les salons littéraires du dix-huitième siècle. Les formats se prêtent plus souvent soit au discours préparé à l’avance sans discussion, soit au débat. Ce qui se rapproche le plus du concept est la télévision où une personne est interviewée au sujet de quelque chose qui lui est arrivé, mais même là, une seule personne lui pose les questions.
Dans les années 1990, AOL héberge une salle de discussion instantanée appelée Ask Me Anything dans la catégorie romance du site ; un livre est également publié en 1992 sous le nom Ask Me Anything: A Sex Therapist Answers the Most Important Questions for the 90's.
Pendant l’été 1999, Slashdot commence à organiser des interviews pour lesquelles tout le monde peut proposer des questions ; des modérateurs choisissent leurs 10 questions favorites et les envoient à la personne invitée. SomethingAwful et UrbanBaby créent aussi des AMA sur leurs forums respectifs ; d’autres sites, comme MetaFilter, voient ce comportement se démocratiser sans l’organiser volontairement. 

### r/IAmA
Le premier AMA organisé sur Reddit est celui de Caterina Fake, qui travaille à l’époque chez Flickr.
Sur Reddit, le subreddit r/IAmA, créé en mai 2009, est entièrement consacré au format Ask Me Anything : une personne doit prouver son identité, puis permettre à tous les utilisateurs de la plate-forme de lui poser des questions de leur choix. La personne peut être plus ou moins exceptionnelle : il peut s’agir d’une célébrité ou simplement d’une personne normale à qui il est arrivé quelque chose d’intéressant.
Le subreddit a accueilli des personnalités comme Barack Obama, Bill Gates à plusieurs reprises ou encore Bernie Sanders. Le 29 août 2012, l’AMA de Barack Obama a entraîné un afflux de visiteurs, comptant plus de 3 millions de vues le jour de l’événement. Le deuxième plus gros AMA de l’année 2012 est celui de Snoop Dogg, avec 1,6 million de vues de la page en une journée.
Victoria Taylor est une employée de Reddit ayant modéré l’espace r/IAmA et travaillé à retranscrire les réponses des célébrités participant aux événements : elle est embauchée en 2013 comme directrice des communications de l’entreprise. En 2015, elle est licenciée pour des raisons inconnues, ce qui mène à une action de masse de modérateurs bénévoles, qui ferment l’accès à leur communauté pendant plusieurs jours pour protester contre ce renvoi considéré comme injustifié,.

### Démocratisation
Le terme de "Ask Me Anything" se répand rapidement en dehors du subreddit r/IAmA, devenant synonyme de session de questions-réponses.
Des personnalités publiques organisent des sessions similaires sur Reddit, en dehors de cet espace : Donald Trump, par exemple, organise un événement sur un forum destiné à ses partisans, en juillet 2016.

## Concept
Dans un espace dédié, une personnalité répond à un maximum de questions d’internautes anonymes en un temps imparti, généralement le temps d’une soirée. Le plus souvent, ce sont les questions les plus populaires (les plus aimées par les autres internautes) qui reçoivent une réponse. Un AMA peut par exemple durer trois heures ; pendant ce temps, des milliers de questions peuvent être posées, et la personne qui organise l’AMA répond à autant de questions qu’elle le peut, tandis que les internautes peuvent également échanger entre eux.
Bien que ce ne soit pas dans l’esprit des AMA, il a été montré que de nombreuses célébrités participaient à ce type de publication avec l’aide de bénévoles qui tapaient leurs réponses, plutôt que de s’occuper des réponses elles-mêmes.
Il est très mal vu de refuser de répondre à des questions : Woody Harrelson est par exemple visé par de nombreuses critiques après avoir participé à un AMA pour la promotion de son nouveau film, mais n’avoir accepté de répondre qu’aux questions en rapport avec ce film, donnant une nature commerciale à l’événement. Au contraire, les réponses honnêtes aux questions les plus anodines sont très appréciées : c’est en particulier pour cette raison que l’AMA de Snoop Dogg sur r/IAmA en 2012 attire plus d’1,6 million de visites en moins d’une journée.